# Brunswick (Vermont)
Brunswick es un pueblo ubicado en el condado de Essex en el estado estadounidense de Vermont. En el año 2010 tenía una población de 112 habitantes y una densidad poblacional de 1,66 personas por km².

## Geografía
Brunswick se encuentra ubicado en las coordenadas 44°43′43″N 71°39′40″O / 44.72861, -71.66111.

## Demografía
Según la Oficina del Censo en 2000 los ingresos medios por hogar en la localidad eran de $21,250 y los ingresos medios por familia eran $31,250. Los hombres tenían unos ingresos medios de $15,833 frente a los $15,000 para las mujeres. La renta per cápita para la localidad era de $12,925. Alrededor del 29.1% de la población estaba por debajo del umbral de pobreza.